# Kelaghai
Kelaghai – jedwabna chusta pokryta tradycyjnymi wzorami, używana przez kobiety w Azerbejdżanie.

## Historia
Jedwab był produkowany w Azerbejdżanie od wieków. Przez państwo to prowadził Jedwabny Szlak. W rejonie Şamaxı jedwab był produkowany od XIV wieku. W okresie sowieckim produkcja rękodzielnicza zanikła. Kelaghai było produkowane przez duże zakłady tkackie na terenie Azerbejdżanu. Była to jednak produkcja masowa (tradycyjne chusty są różnorodne) i wprowadzano nowe wzory takie jak na przykład wołgi. Po upadku socjalizmu w latach 90. XX wieku produkcja zanikła. W 2002 roku centrum naukowe „Te Inkishaf” i małe przedsiębiorstwo JT, które wsparła ambasada Japonii w Azerbejdżanie oraz władze regionalne, podjęły próbę przywrócenia tradycyjnej produkcji kelaghai.
W procesie produkcji kelaghai bierze udział wiele osób. W Şəki chusty są tkane przez tkaczy. Następnie są wysyłane do Basqal do barwienia i nadrukowania wzorów. Wykonanie chusty ważącej 125 g trwa dwa dni, a ponieważ jest to bardzo ciężka praca, zajmują się tym zazwyczaj mężczyźni. Oryginalna chusta jest tak cienka, że można ją przeciągnąć przez pierścionek, a równocześnie jedwab chłodzi latem, a ogrzewa zimą.

## Tradycja
Szal ma formę kwadratu o wymiarach 150 × 150 cm do 160 × 160 cm. Może być w całości pokryty ornamentem, ale może on też znajdować się tylko na brzegach chusty. W dni powszednie używane były białe chusty z niedużym ornamentem na brzegach. Ornamenty mają swoje nazwy: „Heyrati”, „Istiotu”, „Sogani”, „Shah buta” i „Abi”. Na współczesnych chustach pojawiają się motywy takie jak: buta (angielska nazwa wzoru to paisley), kropla wody lub płomień ognia. Kolor chust wskazywał wiek i status kobiety w rodzinie. Starsze kobiety nosiły kelaghai w ciemnych kolorach (ciemnoniebieskie, czarne, brązowe), natomiast młode w kolorach jasnych. Sposób ich zawiązywania wskazywał, czy jest to panna, czy kobieta zamężna. Inne chusty noszono podczas wesela czy pogrzebu. Według tradycji podarowanie kelaghai przez kobietę mężczyźnie było wyznaniem miłości i wyrażeniem zgody na małżeństwo.
Wzory na chustach wykonywane są metodą batiku. Po nałożeniu wosku jedwab jest farbowany przy użyciu naturalnych barwników z roślin, takich jak berberys, rajskie jabłka, szafran, porzeczka, sumak oraz kora miejscowych drzew. Ornamenty wykonuje się przy użyciu tradycyjnych stempli – qəlib.

## Lista UNESCO
W listopadzie 2014 roku sztuka wyrobu i symbolika kelaghai została wpisana na listę niematerialnego dziedzictwa kulturowego UNESCO.